# Homo ergaster
Homo ergaster ou Homo erectus ergaster é uma espécie de hominídeo descrita a partir de restos fossilizados encontrados em Swartkrans, na África do Sul, com uma idade estimada entre 1,8 e um milhão de anos. á grande disputa na comunidade científica sobre se o Homo ergaster é uma espécie em si, ou se a mesma deveria ser introduzida como uma subespécie do Homo erectus, com os defensores do H. Ergaster demarcando que as diferenças entre os fósseis encontrados na África e os da Ásia possuem diferenças significativas o suficiente para indicar uma espécie em si.
Similarmente ao seus antepassados na Garganta de Olduvai, o Homo ergaster possuia grande aptidão na criação e uso de ferramentas, sendo capaz de meticulosamente transformar lascas de rocha em “machados de mão” com bordas afiadas que podiam ser usadas para uma variedade de tarefas. Tal capacidade, assim como seu possível domínio sobre o fogo, ajuda a explicar sinais de fósseis que indicam uma expansão do Homo ergaster para a Eurásia, começando a exploração de novas terras e a chegada desta espécie de hominíneo a climas nunca antes vistos

## Anatomia e hábitos

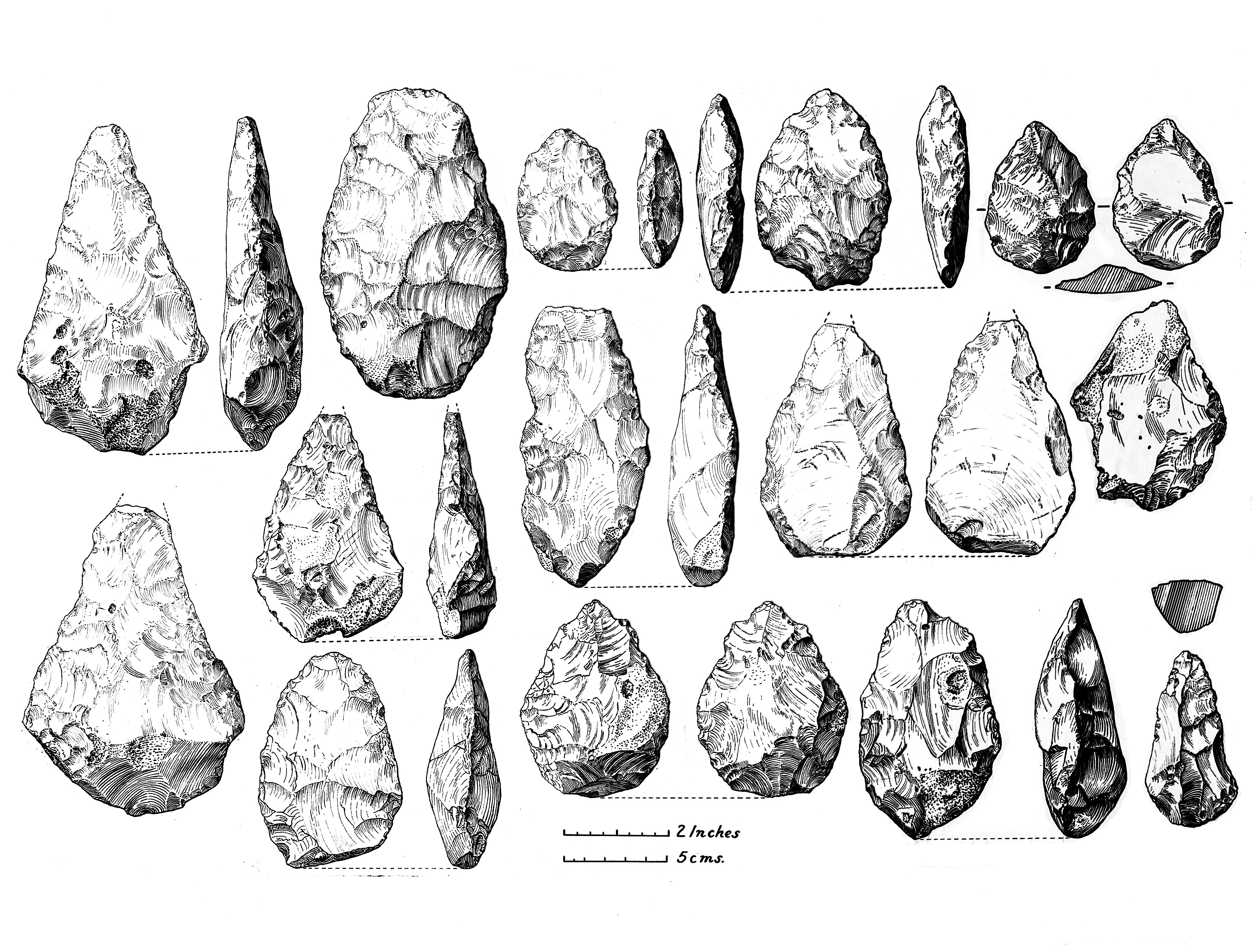
ilustração de ferramentas do tipo Acheulense

Os H. ergaster possuíam o hábito de produzir ferramentas de pedra, do tipo chamado Acheulense. Eram feitas grandes lascas de pedra de pontas afiadas, com a intenção de usá-las em madeira, carne e ossos. Há a hipótese de que eles foram os primeiros do gênero Homo a dominarem o fogo pelo fato de sedimentos de cerca de 1.7 milhões de anos atrás na caverna de Wonderwerk no Sul da África terem sido encontrados com sinais de queimadas que ocorreram repetidamente, provavelmente pela ação dessa espécie, embora não haja evidências suficientes em nenhum dos fósseis para confirmar isso. No entanto, o fato de eles já apresentarem uma complexidade na produção de ferramentas pode indicar a existência de um nível cognitivo mais complexo nesses organismos. Isso possibilitaria o domínio do fogo, o qual poderia ser utilizado desde o cozimento de alimentos até por razões sociais, já que a produção dessas ferramentas pode estar relacionada a práticas comunicativas (ver mais sobre a relação entre comunicação e produção de ferramentas sno artigo de Morgan). Isso, claro, são só hipóteses provenientes da observação de suas ferramentas de pedra lascada, seus fósseis e os sedimentos que foram produzidos enquanto eles habitavam a região, mas não há ainda evidências suficientes para uma confirmação científica.

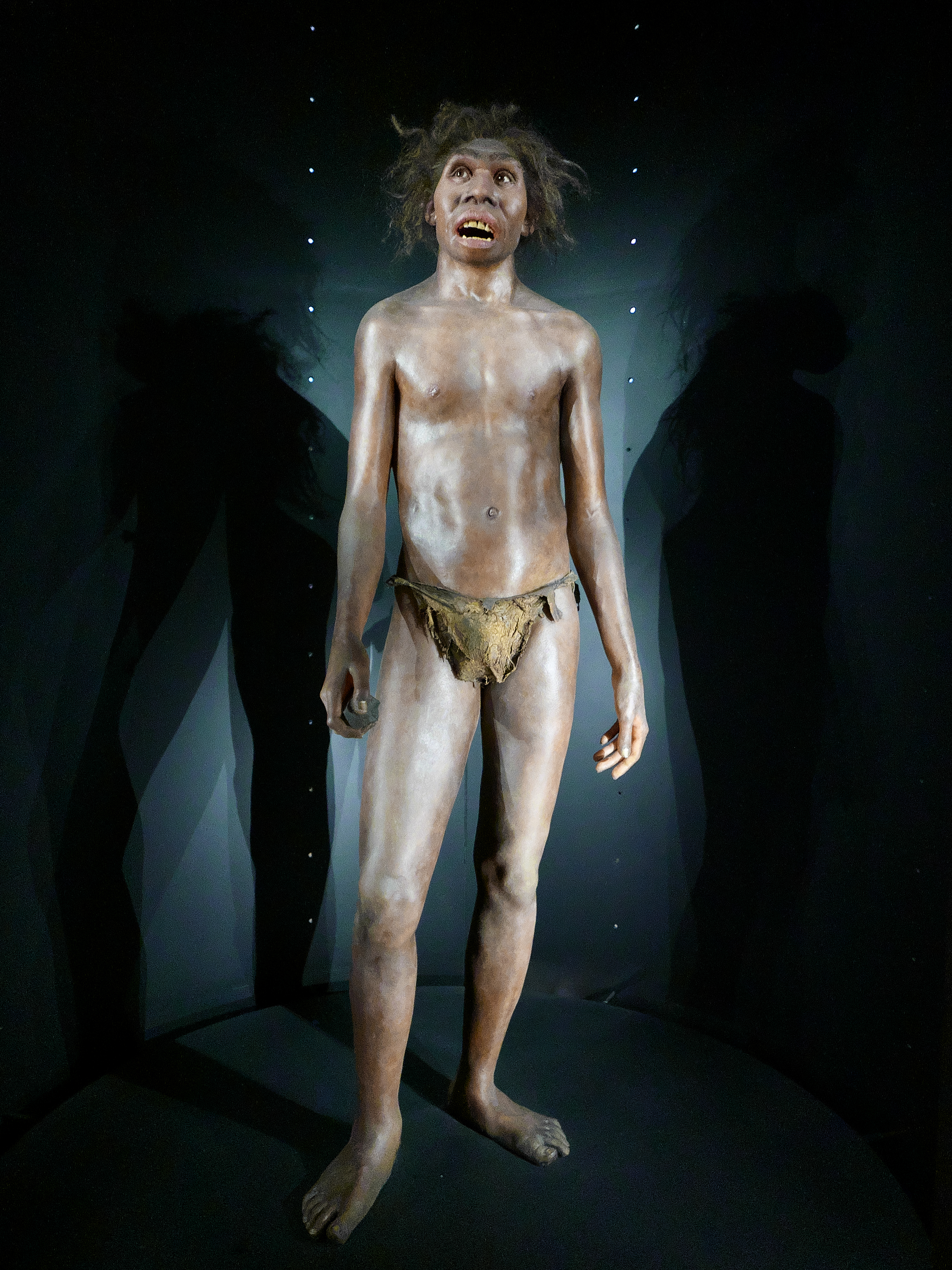
reconstrução do museu da evolução humana do H. ergaster

Os H. ergaster viveram na savana africana durante um período de maior seca, e foram os primeiros dos nossos ancestrais a utilizarem esse tipo de ambiente como habitat. Eles se alimentavam de carne, provavelmente de restos de animais que foram caçados por outros predadores. Isso explica-se porque as marcas deixadas pelas ferramentas do H. ergaster vêm antecedidas pelas marcas das mordidas de outros seres carnívoros. Também é estipulado que eles se alimentavam de matéria vegetal. Dado que eles possuem um dente molar menor, imagina-se uma importância também menor da mastigação nos seus hábitos alimentícios, o que implica que eles tenham se utilizado de suas tecnologias - o que inclui, claro, as suas ferramentas de pedra lascada, e, talvez, o domínio do fogo - para a alteração e o processamento de alimentos.
A anatomia do H. ergaster é relativamente semelhante à do ser humano moderno. A espécie se destaca por possuir um corpo mais alto e esguio - melhor adaptado à locomoção no solo - assim como pernas mais compridas, face mais reta e caixa craniana maior do que a de membros mais antigos do gênero homo. Nota-se também que membros dos H. ergaster são mais longos que os dos seres humanos modernos, embora as proporções das pernas para os braços sejam parecidas.

## Fósseis notáveis
KNM-WT 15000: Encontrado em 1984 e datado a 1.5 milhões de anos, o fóssil é conhecido popularmente como a “Criança de Turkana”. Famoso devido a sua preservação excepcional, contendo a maioria dos ossos com exceção dos pés, o fóssil é notável também por apresentar ombros, braços e pernas semelhantes aos do ser humano moderno - um dos argumentos para a classificação do espécime como H. ergaster. Tal semelhança com o H. sapiens é significativa por indicar uma tendência evolutiva dos hominídeos africanos. Comparações com o indivíduo Al 288-1, conhecido popularmente como “Lucy”, mostram divergências significativas nas adaptações anatômicas relacionadas à hábitos arbóreos (muito presentes em Lucy, a qual estima-se ter passado ⅓ da vida nas árvores, em contraste com a criança de turkana, que já possuía adaptações para a vida quase que exclusivamente no chão) e no tamanho do cérebro (no caso de Lucy, esse é correspondente a ⅓ do do ser humano moderno  e no caso da criança de turkana a proporção chega a ⅔ ).

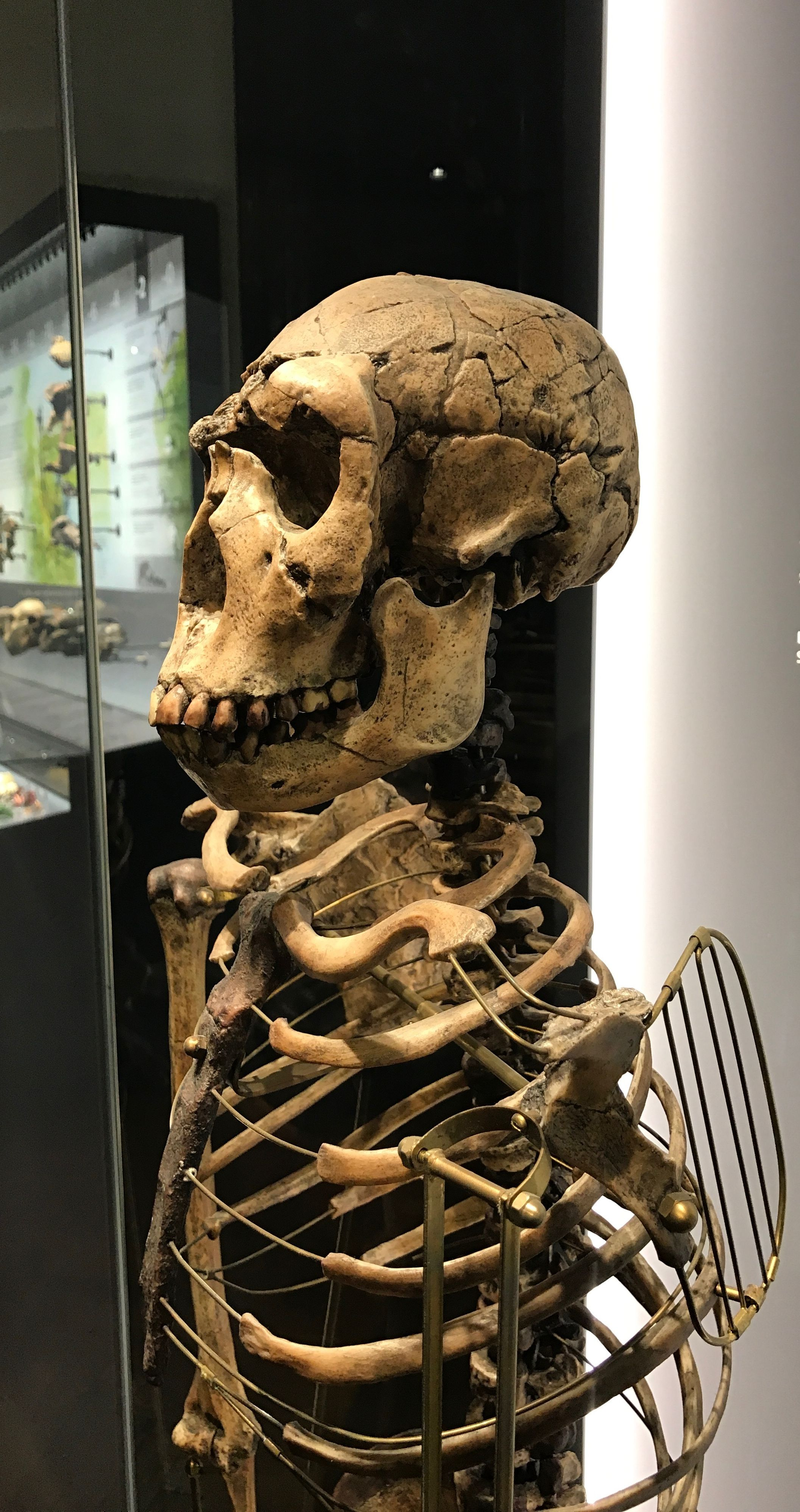
Reconstrução do esqueleto da criança de Turkana

Pegadas de Ileret : As pegadas de Ileret são datadas a aproximadamente 1.52 milhões de anos, sendo relevantes por serem consideradas as pegadas mais antigas atribuídas ao gênero homo. A relativa semelhança com o ser humano moderno, vindas de adaptações associadas a um estilo de vida bípede mais forte, levam pesquisadores a acreditar que as marcas poderiam ter sido deixadas pelo H. ergaster.
Fósseis de Dmanisi - Geórgia: Uma série de fósseis, em sua maioria crânios parciais, encontrados em Dmanisi e datados a aproximadamente 1.75 milhões de anos, podem ter pertencido ao H. ergaster. Tais achados assumem grande importância por constituírem também a evidência mais antiga da migração de  hominídeos para a Eurásia. Alguns pesquisadores sustentam que esses fósseis pertencem a uma nova espécie: o Homo georgicus. Isso não é entretanto aceito pela comunidade científica no geral.

## Taxonomia e Classificação
A primeira descrição da espécie se deu em 1975, por C. Groves e V. Mazak,  em função de uma análise fóssil de uma mandíbula, a qual havia sido apontada como pertencente ao Homo habilis. Nesse exame, foram encontradas características em comum com outros fósseis africanos classificados como Homo erectus, sugerindo a reclassificação desse grupo em uma nova espécie. Isso gerou, entretanto, grande controvérsia na comunidade científica, dando origem a um debate quanto à legitimidade da classificação taxonômica do Homo ergaster como espécie.
Um grupo de pesquisadores, entre eles P. Andrews, B. Madeira e R. Klein, argumenta a favor da separação entre H. erectus e H. ergaster. Sob essa ótica, é teorizado que teria havido uma divergência evolucionária em decorrência das migrações para a Ásia.
Esse movimento migratório teria começado a deixar o território africano a cerca de 1.9 milhões de anos, passando pelo Oriente-médio e o Cáucaso em direção a China - alcançada entre 1.7 e 1.6 milhões de anos. Após esse período, o H. erectus continuaria a se espalhar pelo continente asiático, chegando até a Indonésia - onde eventualmente seria extinto.

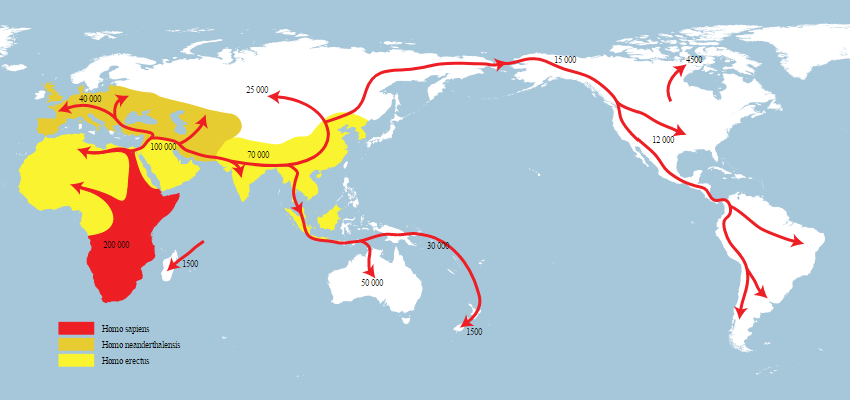
mapa das migrações do gênero homo

Tal processo formou dois grupos distintos: os que migraram para o novo continente e os que permaneceram na África, sendo o H. ergaster um ancestral comum entre os dois e ,portanto, tanto do H. erectus quanto do h. sapiens. Nota-se também que o H. ergaster é uma das espécies com evidências de migração para outros continentes, o que teria ocorrido, entretanto, de forma relativamente limitada comparado ao H. erectus. Em suma, houve uma cisão no caminho evolucionário das populações em função das migrações,  separando em dois continentes entre os quais, o grupo que  permaneceu na África seria os ancestral direto do H. sapiens.
Evidências científicas que apoiam essa tese consistem em análises anatômicas que denotam ou uma divergência entre os fósseis asiáticos e africanos- como no trabalho de P. Andres e de B. Madeira- ou uma maior semelhança entre os possíveis representantes do H. ergaster e os seres humanos modernos do que entre estes últimos com o H. erectus. O trabalho de B. Wooddiscorre sobre esta última possibilidade, uma vez que aponta sete características semelhantes, sendo elas: caninos inferiores mais estreitos, maior comprimento do osso occipital, maior abertura nasal, maiores ossos nasais, maior largura dos ossos parietais, redução na base do crânio e desenvolvimento da sínfise mandibular.

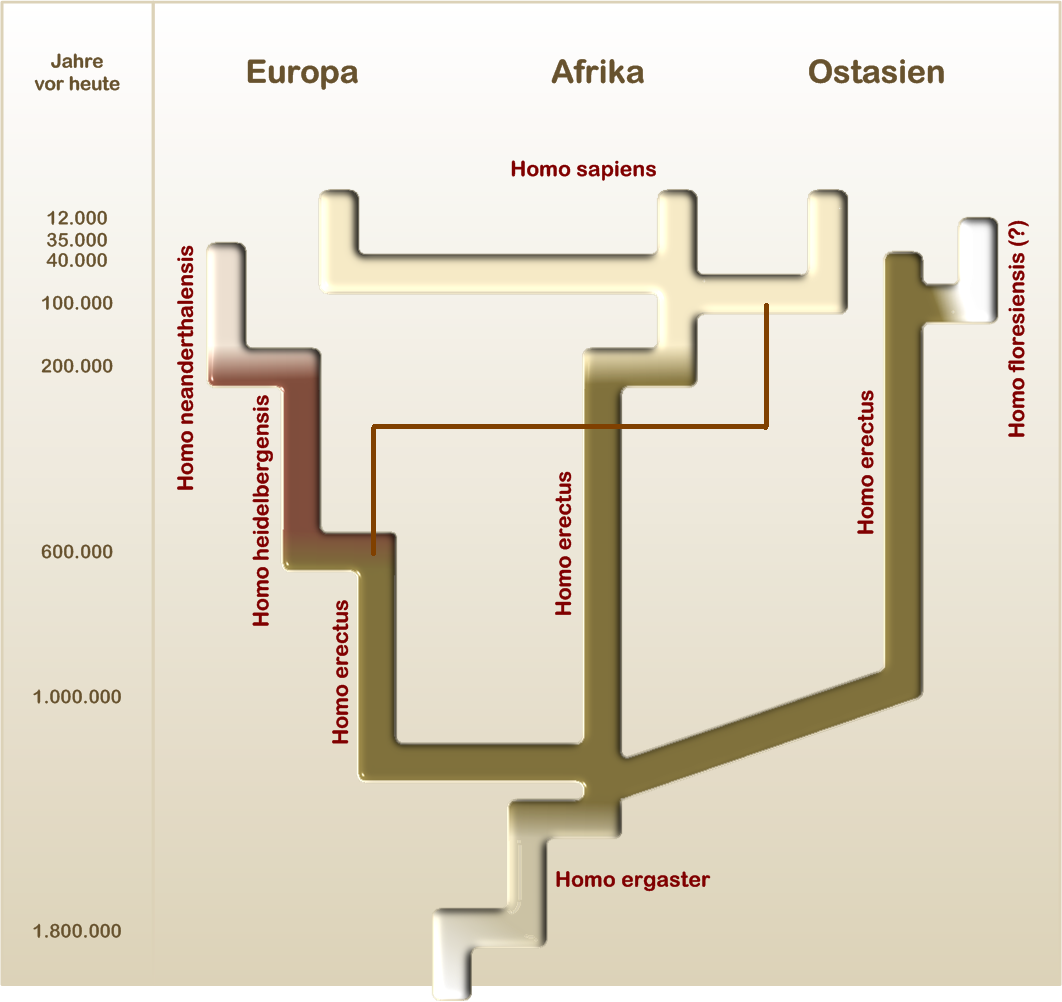
possível árvore genealógica do gênero Homo

Em dissonância à proposição anterior, alguns membros da comunidade científica não reconhecem o H. ergaster como uma espécie e consideram os fósseis citados pelos defensores de tal classificação como uma forma “inicial” do H. erectus- ou até mesmo como uma subespécie, intitulada Homo erectus ergaster. Essa tese se ancora primariamente em uma maior rigidez na consideração das diferenças anatômicas entre espécies, não considerando a variância morfológica apresentada entre os fósseis significativa o suficiente para construir uma diferenciação no nível de espécie. Ademais, a análise do crânio KNM-ER 42700 enfraquece a teoria da divergência entre as populações africanas e asiáticas, uma vez que, apesar de ter sido encontrado no Quênia, foram encontradas características anteriormente associadas aos espécimes de H. erectus da Ásia.